# 알렉시 부바르
알렉시 부바르(프랑스어: Alexis Bouvard, 1767년 6월 27일 ~ 1848년 6월 7일)는 프랑스의 천문학자이다. 그는 천왕성의 운동에서 불규칙성을 발견해 태양계의 8번째 행성이 있다는 가설을 세운 것으로 유명하다. 부바르는 프랑스의 콩타멩에서 태어났으며, 8개의 혜성을 발견하고 목성, 토성, 천왕성의 천문표를 편집했다. 목성과 토성의 천문표는 훌륭했지만 천왕성의 것은 관측 결과와 어긋나는 점이 많았다. 이에 부바르는 8번째 행성이 존재하여 천왕성의 궤도에 불규칙성을 만들어낸다는 가설을 세웠다. 부바르가 죽은 뒤 존 쿠치 애덤스와 위르뱅 르베리에가 각자 독자적으로 해왕성을 발견하게 된다. 부바르는 파리 천문대 대장을 지냈으며, 1848년에 파리에서 죽었다.